# Ortowalpurgite
L'ortowalpurgite è un minerale appartenente al gruppo della walpurgite.